# Asao-ku
Asao-ku (麻生区?) è uno dei sette quartieri amministrativi della città di Kawasaki, in Giappone.